# Джексонвілл (округ Сентер, Пенсільванія)
Джексонвілл (англ. Jacksonville) — переписна місцевість (CDP) в США, в окрузі Сентр штату Пенсільванія. Населення — 84 особи (2020).

## Географія
Джексонвілл розташований за координатами 40°59′31″ пн. ш. 77°38′2″ зх. д. / 40.99194° пн. ш. 77.63389° зх. д. (40.992046, -77.633978).  За даними Бюро перепису населення США в 2010 році переписна місцевість мала площу 0,37 км², уся площа — суходіл.

## Демографія
Згідно з переписом 2010 року, у селищі мешкало 95 осіб у 35 домогосподарствах у складі 28 родин. Густота населення становила 258 осіб/км².  Було 39 помешкань (106/км²).
Расовий склад населення:
| - 98,9 % — білих |

До двох чи більше рас належало 1,1 %. Частка іспаномовних становила 0,0 % від усіх жителів.
За віковим діапазоном населення розподілялося таким чином: 26,3 % — особи молодші 18 років, 59,0 % — особи у віці 18—64 років, 14,7 % — особи у віці 65 років та старші. Медіана віку мешканця становила 38,8 року. На 100 осіб жіночої статі у селищі припадало 106,5 чоловіків;  на 100 жінок у віці від 18 років та старших — 89,2 чоловіків також старших 18 років.